# S1990
S1990は、MSXturboR用に開発されたシステムコントロールLSIである。従来のMSXと互換性を保つためのZ80 CPU相当はMSX2+に引き続きMSX-ENGINEのT9769Cが行うためその制御機能を含む他、turboR本来のCPUであるR800と排他的に利用するためのバス調停機能、その他の各種制御信号の生成機能を持つ。

## 機能
- システム制御

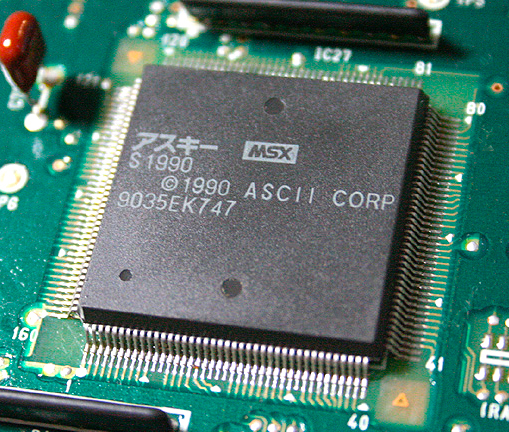
S1990 システムLSI

  - R800 CPU/Z80 CPU制御、バス制御、データバッファ制御
  - MSXスロットマップ制御、メモリーマップ制御、I/Oアドレスデコード
- Z80バスタイミングシミュレート
  - メモリアクセス、I/Oアクセス、{\displaystyle {\overline {RFSH}}}/{\displaystyle {\overline {M1}}} 信号シミュレート
- 周辺デバイスインターフェイス
  - メガROMマッパー
  - DRAMマッパー
  - 漢字ROMインターフェイス
  - システムタイマー
  - FM音源インターフェイス
  - VDPインターフェイス
  - PCMインターフェイス
  - PCMサンプリングインターフェイス
  - FDDインターフェイス
  - 連射機能インターフェイス
  - ポーズ機能
- LSIパッケージ：160ピンQFP
- デバッグ機能
  - アドレスコンパレータ：R800のアドレスバスを監視し、指定のアドレスがアクセスされたらNMIを発生させる。本機能を有効にするには、S1990のリセット期間中にアドレスバスA8をLowに設定する必要がある。
  - NMIステータスレジスタ：上記アドレスコンパレータが有効な場合において、本レジスタはシステムLSIが発生させたNMIの要因を保存している。
  - デバッグモニター用スロットレジスタ：アドレスコンパレータが有効な場合において、デバッグモニターが動作中にデバッグモニターが動作するスロット環境を有効にする制御レジスタ。
  - NMIリターンアドレスレジスタ：デバッグモニターに移行する直前の最後に書き込まれた２バイトの値（ユーザープログラムへのリターンアドレス）を保持する。このレジスタはリード／ライト可能であり、場合によってはリターンアドレスを任意に書き換えて異なるアドレスへ戻すことも可能。
  - ブレーク：アドレスコンパレータが有効な状態、かつポーズキーイネーブルビットがディセーブルとなっている状態において、ユーザープログラムを実行中に任意にポーズキーを押すことによりブレークし、デバッグモニターに処理を移すことができる。